# Bolaños de Campos (kommunhuvudort)
Bolaños de Campos är en kommunhuvudort i Spanien.   Den ligger i provinsen Provincia de Valladolid och regionen Kastilien och Leon, i den norra delen av landet, 220 km nordväst om huvudstaden Madrid. Bolaños de Campos ligger 712 meter över havet och antalet invånare är 410.
Terrängen runt Bolaños de Campos är huvudsakligen platt. Bolaños de Campos ligger nere i en dal. Runt Bolaños de Campos är det mycket glesbefolkat, med 6 invånare per kvadratkilometer. Närmaste större samhälle är Valderas, 15,3 km nordväst om Bolaños de Campos. Trakten runt Bolaños de Campos består till största delen av jordbruksmark.